# Lasiochernes pavlekae
Espèce
Lasiochernes pavlekae est une espèce de pseudoscorpions de la famille des Chernetidae.

## Distribution
Cette espèce est endémique de Croatie. Elle se rencontre dans la péninsule Pelješac, à Rožat et sur Mljet, Lastovo et Gustac dans des grottes.

## Description
Le mâle holotype mesure 3,600 mm et la femelle paratype 4,950 mm, les mâles mesurent de 2,940 à 4,015 mm et les femelles de 3,500 à 5,100 mm.

## Systématique et taxinomie
Cette espèce a été décrite par Hlebec et Harvey en 2024.

## Étymologie
Cette espèce est nommée en l'honneur de Martina Pavlek. 

## Publication originale
(juin 2024).
- Hlebec, Harms, Kučinić & Harvey, 2024 : « Integrative taxonomy of the pseudoscorpion family Chernetidae (Pseudoscorpiones: Cheliferoidea): evidence for new range-restricted species in the Dinaric Karst. » Zoological Journal of the Linnean Society, vol. 200, no 3, p. 644–669.